# نصیر حیدریان
نصیر حیدریان موسیقی‌دان و رهبر ارکستر اهل ایران، که از فروردین ماه سال ۱۴۰۴ رهبر دائم ارکستر سمفونیک تهران میباشد. او همچنین از مرداد ماه سال ۱۴۰۱ تا مهر ماه ۱۴۰۲ رهبر دائم ارکستر سمفونیک تهران  بود.

## زندگی‌نامه
نصیر حیدریان راستی در تهران متولد شد و اولین گام موسیقی خود را در سن شش سالگی همزمان با تحصیل در مدرسه موسیقی گذاشت و در هنرستان موسیقی مشغول به تحصیل در رشته ساز ترومبون و تئوری موسیقی شد.
وی پس از دریافت دیپلم در رشته ساز ترومبون به نوازنده در ارکستر سمفونیک تهران فعالیت خود را آغاز نمود و به مدت دو سال در کنار کار اصلی خود، به عنوان رهبر و سرپرست گروه کر ارکستر سمفونیک تهران نیز فعالیت داشت.
نصیر حیدریان سالها بعد جهت ادامه تحصیل راهی کشور اتریش شد و در دانشگاه موسیقی و هنرهای نمایشی شهر وین، رشته ساز ترومبون را زیر نظر Horst Küblböck ادامه داد و در سال ۱۹۹۱ تا ۱۹۹۷ میلادی در دانشگاه موسیقی شهر گراتز تحصیل خود را در رشته رهبری ارکستر زیر نظر استادانی همچون Martin Turnovsky,Arturo Tamayo , Wolfgang Bosic ادامه داد.
وی در سال ۱۹۹۹ موفق به دریافت جایزه Die Richard Wagner Stipendienstiftung شد و پس از اتمام تحصیل و در یافت دیپلم رهبری، سرپرستی چندین ارکستر و آنسامبل را به عهده گرفت.
وی در سال ۱۹۹۷ تا ۲۰۰۳ در اپرای شهر گراتز به عنوان رهبر ارکستر مهمان قطعات اپرایی مختلفی را رهبری نمود. همچنین اجرا در سایر شهرهای اروپا چون اجرای اپرا با ارکستر سمفونیک بازل Sinfonieorchester Basel، اجرای اپرا به عنوان دستیار بیت فورر با اپرای زوریخ Opernhaus Zürich، اپرای بن Opernhaus Bonn، ارکستر تالار بتهوون شهر بن Orchester der Beethovenhalle Bonn و ارکستر مجلسی مونیخ Münchner Kammerorchester، ارکستر جوانان ونزوئلا Youth Symphony Orchestra Venezuela، ارکستر جوانان جهان World Youth Orchestra و دستیار بیت فورر در اجرای آثار معاصر آهنگسازان اسپانیایی با آنسامبل موسیقی معاصر بارسلون و … را در کارنامه خود دارد.
وی در سال ۲۰۰۳ در اپرای شهر گراتز اپرای پر چالش و پر آوازه Puch and Judy اثرHarrison Birtwistle و همچنین قطعه Begehren اثر Beat Furrer را به عنوان رهبر ارکستر به روی صحنه برد که این اجرا در همان سال به نوشته مجله Opernwelt «دنیای اپرا» در سال ۲۰۰۳ به عنوان بهترین اجرا در سال لقب گرفت.
وی در تابستان سال ۲۰۱۵ برای بر گزاری مسترکلاسهای رهبری عازم کشور کره شد و در مهر ماه سال ۱۳۹۴ به عنوان رهبر ارکستر میهمان به ایران دعوت شد و اپرای عاشورا اثر بهزاد عبدی را به روی صحنه برد و همچنین در آبان ماه ۱۳۹۵ به همراه ارکستر سمفونیک تهران در کشور چین در افتتاحیه جشنواره موسیقی شرکت نمود و در تیر ماه همان سال به همراه ارکستر جوانان جهان به عنوان رهبر ارکستر سمفونیک تهران از کشور ایتالیا در جشنواره موسیقی فجر به همراهی ارکستر سمفونیک تهران در تالار وحدت به روی صحنه رفت. حیدریان بهمن ماه ۱۳۹۷ در سی و چهارمین جشنواره موسیقی فجر به عنوان رهبر مهمان با ارکستر رتوریک به روی صحنه رفت و اردیبهشت ماه ۱۳۹۸کنسرتو ساکسوفون اریک لارسون را با همراهی گرالد پرین فالک (سولیست ساکسوفون اهل اتریش) و سمفونی شماره سه مندلسون را به عنوان رهبر مهمان با ارکستر سمفونیک تهران اجرا کرد.
نصیر حیدریان از سال ۲۰۰۳ به عنوان استاد دانشگاه در رشته رهبری ارکستر در درانشگاه موسیقی و هنرهای نمایشی شهر گراتز فعالیت دارد و سرپرستی ارکسترهایی همچون ارکستر بادی، موسیقی فیلم را به عهده دارد و در کنار کار اصلی و هنری خود، مستر کلاس‌های رهبری متعددی را در کشور اتریش، کره جنوبی و ایران برگزار می‌نماید.